# Adicella core
Adicella core är en nattsländeart som beskrevs av Schmid 1994. Adicella core ingår i släktet Adicella och familjen långhornssländor. Inga underarter finns listade i Catalogue of Life.